# 巴赫馬季夫齊
49°25′19″N 27°12′6″E / 49.42194°N 27.20167°E
巴赫馬蒂夫齊（烏克蘭語：Бахматівці）是位於烏克蘭西部的村莊，由赫梅利尼茨基州裡赫梅利尼茨基區的赫梅利尼茨基市鎮負責管轄。該村面積1.84平方公里，海拔高度293米，2001年人口575，人口密度每平方公里313人。